# 拉万代拉
拉万代拉是巴西托坎廷斯州的一个市镇。总面积519.569平方公里，总人口1590人，人口密度3.1人/平方公里。